# Clubiona candefacta
Clubiona candefacta là một loài nhện trong họ Clubionidae.
Loài này thuộc chi Clubiona. Clubiona candefacta được Hercule Nicolet miêu tả năm 1849.